# Paederus ornaticornis
El juetazo, fuetazo, latigazo, hormiga brasileña o zorrito (Paederus ornaticornis Sharp), es un coleóptero de la familia de los estafilínidos. Posee unas vesículas retráctiles anales que producen la secreción irritante a base de pederina que expelen como mecanismo defensivo ante cualquier agresión externa. El cuadro clínico de esta afectación a los seres humanos se conoce como dermatitis por Paederus. 

## Distribución
El género Paederus ha sido reportado en muchas partes del mundo, especialmente en los países de las zonas tropicales y subtropicales. El Paederus ornaticornis se encuentra en el Ecuador, Argentina, Perú, Brasil, Venezuela y Colombia.

## Características
Este insecto mide de 12,5 a 14,5 mm, siendo identificado por su forma alargada, aplanada dorsoventralmente, coloración negruzca generalizada, con brillos metálicos. La cabeza es típicamente prognata, de superficie fina y esparcidamente puncteada. Tiene piezas bucales masticadoras, de mandíbulas prominentes, recurvadas y un lóbulo incisivo fuertemente desarrollado; palpo maxilar trisegmentado, siendo el tercer segmento subcilíndrico y muy pequeño, palpífero y segmento amarillentos, segmentos dos y tres negros. Las antenas están compuestas de 11 segmentos; los segmentos uno, dos y tres de color amarillo claro, segundo terminal y ápice del noveno y décimo amarillo infuscado, siendo el resto de la antena enteramente negro. El protórax es subglobular, negro con brillos azules, de superficie brillante y tosca pero esparcidamente puncteada; de 1.68 mm. en su máximo ancho por 2.08 mm de longitud. Las patas son enteramente negras, cubiertas con pilosidad suberecta con un ligero tinte dorado; tibia posterior ligeramente más larga que las otras patas; tarso compuesto de 5 segmentos fuertemente pilosos por debajo, siendo el cuarto bilobado entre el cual nace el quinto y último, que es largo y ligeramente recurvado, hacia abajo; uñas simples y ligeramente recurvadas hacia dentro. Poseen alas y pueden volar, pero prefieren correr y son muy ágiles. Tienen el hábito característico de arquear hacia arriba el abdomen cuando corren o son molestados, un dato de utilidad para su identificación.

## Hábitos y comportamiento
Los adultos se encuentran frecuentemente deambulando en plantas semiarbustivas, en lugares de alta humedad y de fuertes cambios de temperatura entre el día y la noche entre los 600 y 900 m s. n. m. Estos insectos al parecer no realizan vuelos y se movilizan mediante un caminar relativamente lento con el abdomen paralelo a la superficie, pero cuando son irritados arquean el abdomen hacia arriba.
Los hábitos de alimentación no han podido ser observados, pero por referencias bibliográficas se conocen que son de hábitos necrófagos, alimentándose de insectos muertos o cadáveres de otros artrópodos; algunas veces pueden atacar a insectos vivos cuyos movimientos son lentos, como por ejemplo algunos escarabajos, con los cuales pelea hasta matarlos.
Estos insectos tienen hábitos nocturnos y son atraídos por la luz artificial, alimentándose de materia orgánica en descomposición, por lo que es común encontrar cientos de estos insectos en los postes de luz. Su número aumenta después de las lluvias, al elevarse la humedad, por lo que es más frecuente en el verano. Los huevos son depositados individualmente en una sustancia húmeda y por lo general se desarrollan en 3-19 días para larvas y adultos.
Docenas de especies de Paederus se reportan desde el Perú, Ecuador y Bolivia en la literatura entomológica. Cada especie tiene su distribución y estacionalidad individual, aunque éstas son poco conocidas, y se desconoce cuál de ellos puede causar dermatitis. Informes de dermatitis linearis (un término internacional, llamado en Perú dermatitis por Paederus) se han acreditado a "Paederus irritans" (no importa que el nombre correcto es "Paederus ornaticornis"). ¿Cómo los autores médicos peruanos de publicaciones sobre esta aflicción recoger e identificar la especie de "Paederus" (suponiendo un solo estuvo involucrado) que era el culpable? He aquí una sugerencia de que los entomólogos taxonómicas especializadas deberían participar en cada futuro por la dermatitis de informes de papel "Paederus "

## Epidemia
De forma cíclica, en Sudamérica, el fenómeno climatológico de El Niño favorece cambios climáticos drásticos en forma de lluvias muy abundantes y de alta humedad y temperatura que han propiciado el aparecimiento de brotes inusitados y epidémicos de dermatitis provocadas por estos insectos. Además estos cambios traen consigo modificaciones de su hábitat natural y la migración y proliferación de estos insectos hacia zonas más urbanizadas, donde son atraídos especialmente por la luz artificial. También ha contribuido a estas modificaciones de hábitat, el desequilibrio ecológico generado por la eliminación de sus predadores naturales.

## Dermatitis porPaederus
Esta dermatitis de contacto es ocasionada por una sustancia cáustica llamada paederina que se encuentra en la hemolinfa y puesto que estos coleópteros no tienen sangrado reflejo, producen vesicación al ser aplastados contra la piel.

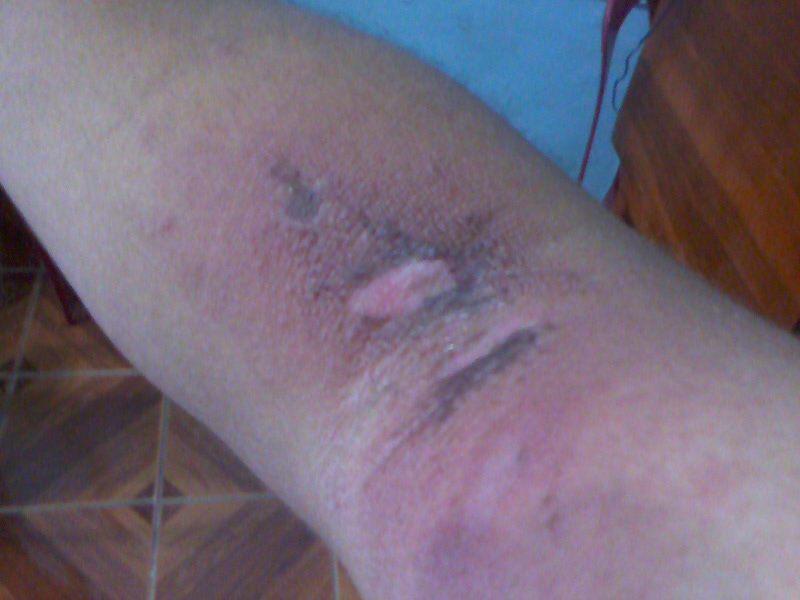
Dermatitis causada en el brazo por el Paederus irritans. La piel se encuentra en proceso de curación

La paederina vesicante es liberada cuando el insecto es accidentalmente sacudido de la piel. La dermatitis tiende a ocurrir después de un período de 18 a 24 horas. El diagnóstico es eminentemente clínico. Las lesiones típicas producidas por este insecto, son lineales y simulan la huella de un látigo, con formación de vesículas o pústulas en el centro de la lesión, que pueden estar presentes al inicio o aparecer después, generalmente asociado a ardor y dolor local. La apariencia clínica, de esta dermatitis vesicante, puede ser muchas veces mal diagnosticada y ser confundida con otras entidades como: quemaduras, herpes simple, herpes zóster, celulitis periorbitaria y dermatitis de contacto alérgica aguda.
Las lesiones se localizan con mayor frecuencia en la mitad superior del cuerpo, principalmente la cara, el cuello y brazos. Cuando compromete la región periocular, la transferencia del irritante desde las lesiones cutáneas puede ocasionar compromiso ocular en forma de queratoconjuntivitis, llamado "ojo de Nairobi". También se han observado casos de queratoconjuntivitis sin compromiso cutáneo. No es infrecuente la afectación de la región genital por la transferencia de la pederina a través de las manos. La complicación más observada es la hiperpigmentación residual; la sobreinfección bacteriana y la ulceración son infrecuentes.

### Prevención
Existen algunas medidas simples que pueden ayudar a prevenir estos brotes epidémicos de dermatitis en épocas de lluvias y calor intenso; por ejemplo, evitar la invasión de estos insectos nocturnos en las casas, ya sea con el uso de mosquiteros en puertas y ventanas, reducir el número de lámparas y/o focos encendidos, colocar una malla que podría estar atada bajo estas lámparas de luz para evitar que los insectos caigan sobre las personas. Si el insecto cayera sobre las personas, evite frotarlo sobre la piel y finalmente evitar cúmulos de basura conteniendo residuos animales o vegetales en descomposición.

### Tratamiento
El manejo es el recomendado para una dermatitis de contacto: eliminar el agente irritante, lavar con agua y jabón, aplicar alcohol y aplicar compresas húmedas. Los antibióticos sólo se utilizan si hay una infección secundaria. Los antihistamínicos orales y los corticosteroides tópicos son útiles para aliviar los síntomas.